# Џон Јанг (астронаут)
Капетан Џон Вотс Јанг (енгл. John Watts Young; Сан Франциско, 24. септембар 1930 — Сибрук, 5. јануар 2018) био је амерички астронаут, морнарички официр, тест-пилот и астронаутички инжењер, девети човек који је ходао по Месецу као командант мисије Аполо 16, априла 1972. године.

## Биографија
Џон Јанг је рођен 24. септембра 1930. у Сан Франциску. Као мали се преселио са породицом најпре у савезну државу Џорџију, потом на Флориду, где је у Орланду 1948. године завршио средњу школу. Јанг је у младости био члан Младих извиђача САД и имао је чин Second Class Scout. Дипломирао је као инжењер ваздухопловне технике на Технолошком институту Џорџије 1952. и ступио у Америчку ратну морнарицу, у којој је служио до 1976. године.
Служио је као поморски официр у Корејском рату, а децембра 1954. завршио је обуку за пилота. Летео је на Граман Ф-9 Кугару и Воут Ф-8 Крусејдеру, све док 1959. није постао пробни пилот, након успешно окончане елитне морнаричке школе за пробне пилоте у Пакс Риверу, Мериленд. Три године касније, поставља рекорде са Макдонел F-4 Фантомом у брзини пењања на висине од 3.000 и 25.000 m. Исте године је изабран за Насиног астронаута.
Током каријере је забележио преко 15.275 часова лета (што га сврстава у ред астронаута са највећим бројем часова налета) на разним типовима авиона.

## Каријера у НАСА-и
Јанг је имао најдужу каријеру међу колегама астронаутима. Први из своје селекције је летео у свемир, а постао је и први човек који је у свемир летео шест пута током 42 године у служби агенције Наса. Једини је пилотирао и био командант четири различите свемирске летелице: Џемини, Аполо командни/сервисни модул, Аполо лунарни модул и Спејс-шатл. Био је и члан резервних посада за Џемини 6А, Аполо 13 и Аполо 17. У свемиру је провео непуних 35 дана. Један је од 24 човека који су путовали на Месец и један од тек тројице који су путовали двапут. При повратку на Земљу 26. маја 1969. посада Апола 10 чији је Јанг био члан, је поставила Гинисов рекорд у брзини кретања – 39.897 km/h. Носилац је Конгресне свемирске медаље части. Током своје дуге каријере у НАСА, обављао је низ најодговорнијих дужности, укључујући и 13-годишњи стаж шефа астронаутске канцеларије (1974—1987). Такође, уз Кена Матинглија, једини је човек који је путовао на Месец и управљао Спејс-шатлом.
Колега астронаут Чарлс Болден означио је Јанга и Роберта Гибсона као најбоље пилоте које је сусрео током своје каријере.
Пензионисао се 31. децембра 2004. године, са 74 године, чиме је окончао најдужи стаж једног астронаута у историји. Члан је неколико кућа славних и носилац бројних друштвених признања, цивилних и војних одликовања.
Два пута се женио и има двоје деце из првог брака. Преминуо је услед компликација са упалом плућа, 5. јануара 2018. године, са 87 година живота, у Сибруку, Тексас. Сахрањен је на Националном гробљу Арлингтон.

## Галерија
- Јанг пред лет Џеминија 3, 1965. године
- Јанг након Џеминија 10, 1966. године
- Јанг у Аполо свемирском оделу, 1969. године
- Јанг као командант Апола 16, 1972. године
- Јанг на Месецу, 1972. године
- Јанг (лево) и Роберт Крипен, посада прве Спејс-шатл мисије, 1981. године
- Џон Јанг током првог лета Спејс-шатла, 1981. године
- Јанг (први здесна), као командант СТС-9 мисије, 1983. године
- Јанг једе током мисије СТС-9, 1983. године
- Јанг, 2002. године
- Јанг, 2006. године
- Јангов лик у Ваздухопловној кући славних Џорџије